# 日產Civilian
日產Civilian（英語：Nissan Civilian，中國大陸稱為日產碧蓮），乃日本日產汽車旗下的一款小型巴士，主要作觀光巴士或小型客車之用。
車型主要銷往亞洲等地。在這些地區其主要競爭對手為三菱Rosa和豐田Coaster。

## 歷史

### Caball／Echo　第一代（1959-1966）

#### KC42／GC140系
Civilian的生產可追溯至1959年。其時日產於旗下之卡車型號Caball（日産・キャブオール）加上了客車車身，並推出市場。後來此款小巴於1962年正名為日產Echo（日産・エコー）。
當時的第一代已經把車門設於前車軸之後。這既是考慮到原來卡車底盤之本質，也是日本小型巴士之原型基礎。

### Echo　第二代（1966-1971）

#### GC240系
日產於1966年改良了日產Echo的車身，與前代相比較具流線型。
在推出後不久，於1968年和1969年發生了多宗翻車意外。事後調查發現，意外是因為傳動軸設計出現問題。結果在1969年，被大規模召回。

### Civilian　第一代（1971-1982）

#### GC240／GC340系
為一洗形象，除了更改傳動軸設計外，日產還於1971年將Echo更名為Civilian，並逐漸以Civilian品牌取代Echo。其中香港由於Echo品牌早已深入民心，因此得以繼續保留Echo名稱直至1983年推出第二代冷氣版本才正式統一為Civilian。
1970年代Civilian曾作出改動，主要是車頭的散熱欄和車頭燈擋版轉換了款式。

### 第二代（1982-1999）

#### W40系
1982年日產推出第二代Civilian。與上一代比較車身風格作出大幅度改變，尤其是車頭的斜度作了很大修訂，偏向直線。車頭燈形狀則有圓形或方形選擇。
第二代其後的改變主要是在車頭。像1988年就已改為車頭燈與防撞桿為一體，採用四個車頭燈；1993年則僅把四個車頭燈改為兩個。但不論是作什麼修訂，兩側和尾端等部分之車身，仍維持不變。
自1993年開始，日產把一部分Civilian之生產外判給五十鈴，然後授權以「五十鈴Journey」（いすゞ・ジャーニー）之名義發售。
另外新加坡購入的一架同型號小巴， 配置了電池，現已退役。

### 第三代（1999-2021）

#### W41系
第三代Civilian於1999年推出。新一代車身更具時代感。而引擎方面則不但採用日產自家產品，也有五十鈴4HG1和三菱4M50作選擇。
2000年開始日產Civilian推出了石油氣驅動版本。
2004-2007年間出廠的日本本土柴油版，是採用三菱4M50引擎。而此段期間以「五十鈴Journey」之名義售賣的Civilian，並沒有柴油版。而2007年，為合符新法規規定，在日本本土發售的，只有汽油版本，而不採用柴油引擎。
2021年，Civilian W41在2月24日宣佈會在6月停產，之後並在4月發表推出後繼產品NB500，並取代W41。

## 使用情況

### 香港
早於1969年香港實行公共小巴合法化之時，當時的香港政府便已為公共小巴的車身規格有所規定。而當時日產Echo（GC240系）是少數完全合符規定的車型，故車主們亦紛紛購入日產Echo，以致整個1970年代，日產Echo成為香港小巴的主力車型。當時的日產Echo小巴並不設空調裝置，一直至1982年推出W40系後依然如故。
所以當1982年，三菱及豐田先後推出空調小巴Rosa及Coaster搶攻香港小巴市場，日產在香港的地位便受到挑戰。儘管後期W40系被加上了空調設備及正名為Civilian，但仍難挽回劣勢。踏入1990年代，豐田和三菱開始坐擁香港小巴的主力位置，日產Civilian比例則一直萎縮。
1990年代末起，日產更絕跡於香港的公共小巴市場，日產Civilian新車數量亦逐漸減少，僅剩餘少數旅遊巴公司使用。
2000年，香港政府曾經推行「另類燃料小巴測試計劃」，當中除了最受注目的電動小巴外，日產亦派出一輛第三代Civilian（W41系）石油氣小巴參與測試，日產更特別於車身貼上「今日環保路　NISSAN與你齊起步」標語及彩繪圖案，希望藉此捲土重來，測試期間此全港唯一的Civilian石油氣小巴投放在來往西貢至彩虹地鐵站的新界1A線上。可惜最終此Civilian小巴由於石油氣氣缸容積太小及廢氣排放超出標準而未能通過測試，亦未能為日產帶來新的Civilian訂單。
近年，日產Civilian已幾近絕跡香港，只剩下數輛第二代Civilian仍然行走，第三代Civilian更因代理已停止輸入而無緣踏足香港。隨著香港政府推出「強制淘汰歐盟四期以前柴油商業車輛計劃」，預計餘下的Civilian亦將於短期內被淘汰而令Civilian車系完全於香港絕跡。

### 澳門
對比香港，澳門的Civilian命運可謂大不相同。
澳門由於街道狹窄之關係，加以土地面積細小，小型巴士一向是澳門巴士的主力。
福利公共汽車公司於1979年至1982年間分批購入了共16輛第一代日產Civilian（車型為GHQC340）小巴，用以行走一些有路面限制的路線，開創使用小型巴士的先河，福利特別訂購長陣以及單頁闊尾門的版本，車頂亦設有路線牌箱。全數第一代日產Civilian於1988年福利改組為新福利時獲過渡至新公司，並於數年後陸續退役，其中1輛Civilian退役後則被改裝為員工巴士而繼續使用至1990年代尾，另外1輛則轉讓給香港合威企業有限公司，運往香港赤鱲角機場工地做地盤工地車。
1987年，福利公司因應小巴路線客量漸增，小巴需求增加，向日產增購6輛第二代Civilian（車型為MGW40）小巴，新車同樣不設空調，並預計於翌年運抵澳門。惟因福利已於翌年被新福利取代，新車悉數被新福利接收。由於當時此批小巴並無任何空調設備，有違新福利全空調化的步伐，故特於數年後替全數6輛小巴加裝空調。6輛小巴於1999年起陸續退役，其中2輛分別被改裝為錢箱車和員工巴士以取代原有的第一代Civilian員工巴士。
另外澳巴亦於1988年至1991年間，分批訂購了共104輛第二代日產Civilian（車型為MGW40）小巴，全數Civilian皆為長陣版本。其中1988-1989年的一批太平門設於右邊尾部，設有座位25個；1990-1991年的一批太平門則設於車尾，設有座位24個。直至2006年，Civilian仍然是澳巴的車隊主力，當時仍有約46輛日產Civilian小巴服務中。但由於在該年8月的一星期內，接連發生5宗牽涉日產Civilian的嚴重交通事故，共導致超過50人受傷，令社會嘩然，最終澳巴被澳門政府土地工務運輸局下令將剩下的日產Civilian即時停駛退役。其中5輛Civilian退役後被改裝為訓練巴士。
除澳門的巴士公司外，在1980年代至1990年代初，日產Civilian亦是澳門旅遊巴公司的熱門車型之一。亦由於澳門的換車頻率較香港慢，為數不少1980年代投入服務的第二代Civilian因此仍使用至今，部分甚至雖然原裝的空調系統已故障不能使用，但車主額外於車頂加裝新的空調系統後繼續使用如常。此外，澳門政府近年亦先後購入數輛新的日產Civilian，成為港澳地區難得一見的第三代Civilian。

## 外部連結
- 日產Civilian （页面存档备份，存于） （日語）
- 日產Civilian （英文）
- 香港巴士大典上的相关条目：日產Civilian